# 中印边境战争
中印边境战争（英語：Sino-Indian War，印地語： Bhārat-Chīn Yuddh）是1962年10月20日至11月21日发生在中华人民共和国和印度共和国之间的一场边境战争。在中国也被称为中印边界自卫反击战。中国与印度的边界2,000公里，分西、中、东三段。这场战争在西段和东段同时进行，又以东段由藏南地区（印度称为“东北边境特区”）为主战场。由于战场处于高海拔地区，環境惡劣，雙方都有后勤補給困难的問題。中國在取得胜利目標後即撤回。最终，中国占领了中印西线争议的阿克赛钦地区，印度则重新佔領絕大部分中印东线爭議的藏南地區（印度称阿鲁纳恰尔邦）。同時这场战争对兩國的國内局势与国际地位造成了很大的负面影响，并阻碍着中印关系的深入发展，并且对中苏和中美关系的走向也产生了重要的影响。

## 历史背景

### 边界争议
拉達克王國原本向西藏進貢。1834年，錫克帝國派左拉瓦爾·辛格征服拉达克。1846年，不列颠东印度公司赢得第一次英国锡克战争，建立了查漠-克什米尔土邦，占领拉达克地区。1865年印度测量局官员威廉·约翰逊绘制了一条“约翰逊线”，将包括阿克赛钦在内的近三万平方公里的土地划入英属印度，使阿克赛钦变成英印克什米尔的一部分，但英国政府并未知会当时的清政府。据荣赫鹏爵士描述，1880年代末的赛图拉镇无人定居，只有一座可能是由克什米尔人废弃的城堡。1892年，清政府派官员李源钢在喀喇昆仑山口树立了界碑。
1911年中国辛亥革命爆发，引发驻藏清军哗变。西藏噶廈政府驅逐清朝驻藏大臣和所有驻藏清军，宣佈獨立。1913至1914年間，英属印度與西藏噶廈及中华民国北洋政府在西姆拉進行了三方會談。然而袁世凯政府因無法接受談判協定，於1914年7月退出談判。同日，西藏政府與英屬印度政府簽訂了西姆拉條約，划定“麦克马洪线”，将面积达9万多平方公里的藏南地区划归英属印度。但历届中华民国政府都拒绝承认条约的合法性。
1947年印度獨立后，印度主張有权继承原來的英屬印度领土。同时认为经由英印当局和西藏当局认可的麦克马洪线已成为法定边界，无论中国承认與否。印度政府内较激進的观点認為麦克马洪线的原意是中印边界位于喜玛拉雅山山脉最高脊。凡是既定的麦克马洪线在喜玛拉雅山脉最高脊以南处，原意上的麦克马洪线应被视为通过实际麦克马洪线以北的喜玛拉雅山脉最高脊处。
由于对果阿军事行动的胜利和中国刚刚经历1959年藏区骚乱和大跃进，印度尼赫鲁政府在中印边界问题上奉行“前进政策”（英語：Forward Policy），即主动向争议地区部署军队并修筑工事，逐步蚕食争议地区。

### 西藏问题与中印关系
1947年印度独立以后，尼赫鲁政府率领印度发动第一次印巴战争，并和邻近的尼泊尔、不丹以及锡金缔结军事保护条约，全力争取英国撤离南亚次大陆带来的权力真空，扩大印度在南亚的战略优势。由于西藏对于印度的战略价值极高，印度政府亦主张继承殖民时期的政策，在西藏建立缓冲地带，并通过派遣军队间接控制西藏，以巩固喜马拉雅山防线的安全。
1951年，中华人民共和国通过军事行动和谈判，入驻西藏。印度驻华使馆向中国政府发出照会中说：“中国军队之侵入西藏不得不认为是可悲的。”1951年2月2日，印度军队乘中国参与朝鲜战争之际，派兵占领了西藏噶廈政府管辖的达旺地区。
1959年藏区骚乱后，十四世达赖喇嘛流亡印度，成立西藏流亡政府，主張西藏独立。5月16日，北京官方指责印度干涉中国内政。1959年5月，中国国务院总理周恩来在会见苏联等11国社会主义国家的访华代表团和驻华使节时指出：印度总理尼赫鲁的目的是要“使西藏停滞不前，不改革，作为‘缓冲国’，置于印度势力之下，成为它的保护国”。中国国务院副总理、外交部长陈毅在1959年12月底的一次报告中谈道，他认为尼赫鲁有三个目的：第一，削弱中国的政治影响，第二，打击国内印共的势力；第三，为了获取美援。
1960年中国国务院总理周恩来访问印度，同尼赫鲁总理会谈，提出谈判解决边境问题，未有共識。1960年后，中蘇开始交惡，而中美关系因朝鲜战争的原因也处于僵局。而印度與正在进行冷战的蘇聯和美国关系都不错。

### 國際局勢
1962年10月古巴导彈危機爆發，造成美蘇關係緊張，無暇干預中印衝突。10月28日蘇聯同意從古巴撤除飛彈，危機結束，中印边境战争第一階段於同日結束。

## 战前局势

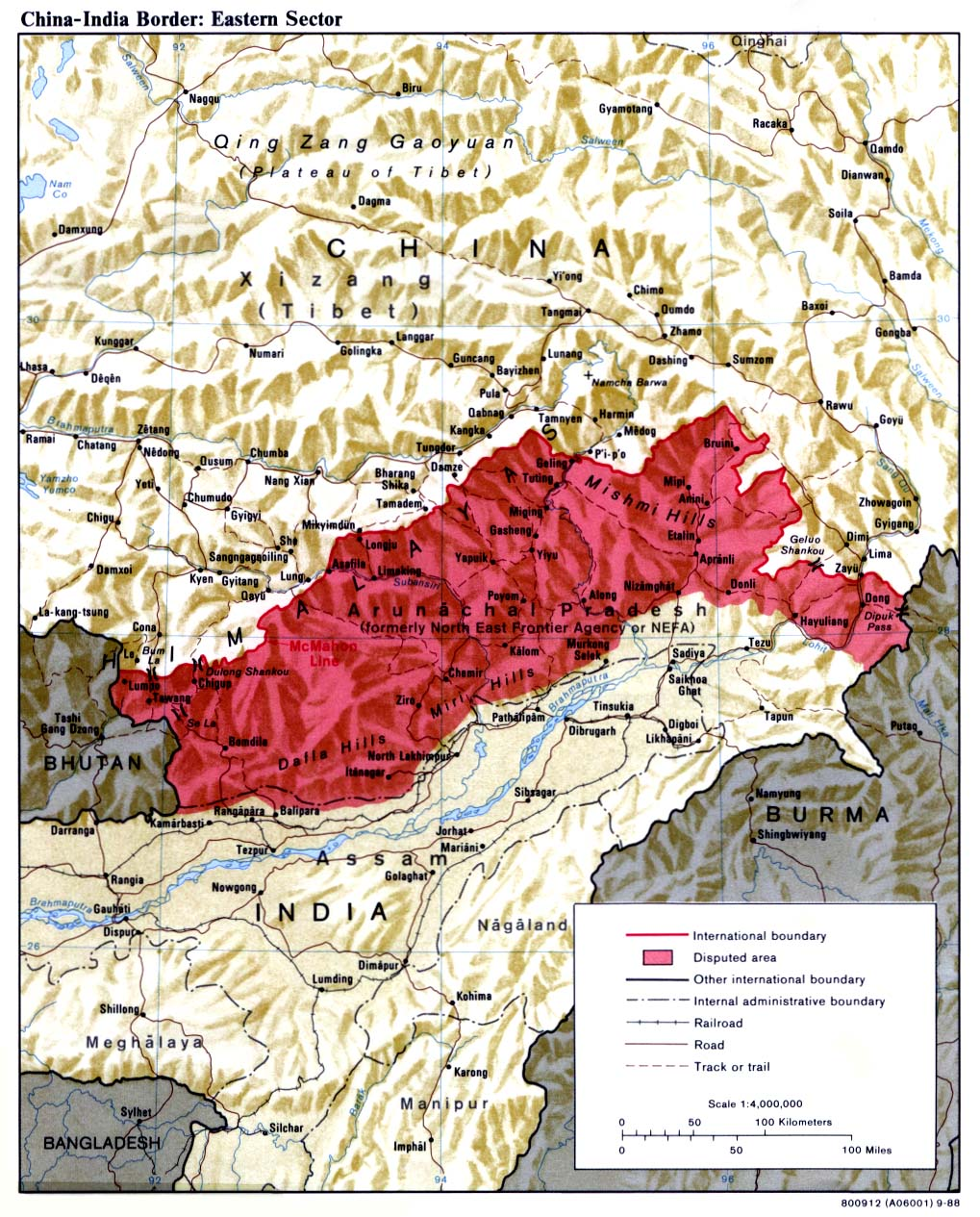
中印領土東線爭議地區藏南地区（今为由印度控制的阿鲁纳恰尔邦）

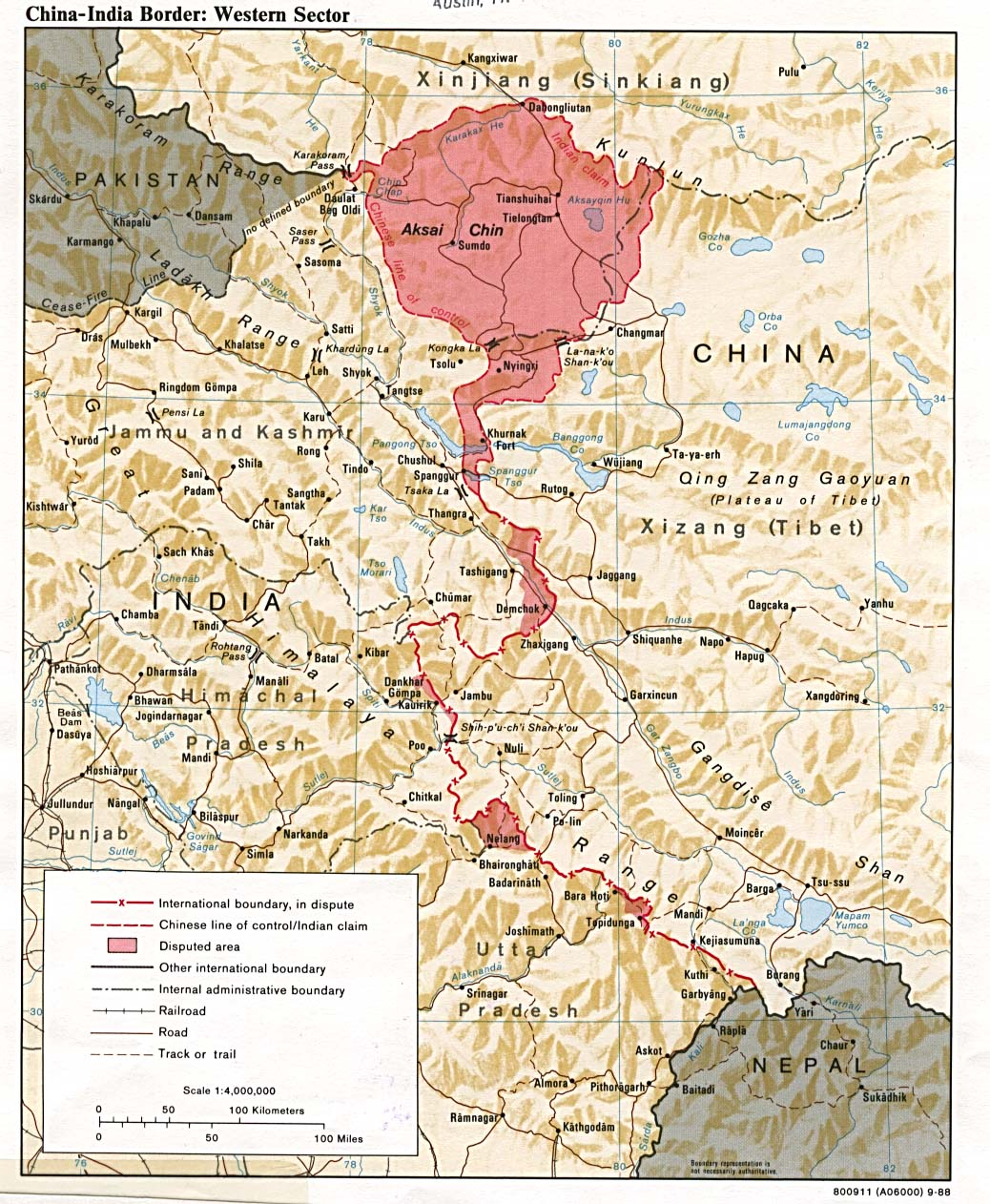
中印領土西線爭議地區画阿克賽欽

### 西段边境
中国人民解放军进入西线边境始于1950年，当时隶属于南疆军区。解放军进驻南疆之后，于1950年派遣西北军区第2军的第4师、第5师以及第3军的第13师（归属第2军指挥）接管中印边界，其中第5师的第15团一个加强连进入争议区域，以赛图拉为指挥基地建立了黑黑孜江干、三十里营房、康西瓦据点，第4师的十一团1个连也进驻了争议区域的麻扎达拉。1951年，在解放军控制神仙湾、天文点据点，并开始在阿克赛钦、甜水海、空喀山口一带巡逻，收编了原来驻守边境的国民党边防部队（3个大队），第4师骑兵侦察连则进一步接管了中国主张线上的红其拉甫山口。1952年3月，第2军教导团边卡营奉命接替所有驻守部队驻守边境，边卡营则建立了以蒲犁、赛图拉为中心的据点。1955年，中国继续增兵西线，组建南疆军区公安边防第四十九团；1961年改组为步兵第2团；1962年1月11日分组为步兵第2、3团，第2团负责新疆段边境，第3团负责塔什库尔干防区。
西藏西段争议边境也是由新疆军区接管。1950年7月新疆军区第2军独立骑兵师派遣第1团第1连（135人）率先进入阿里地区进行群众宣传工作，和阿里噶本政府建立友好关系，尔后于5月派遣先遣支队（1个加强连和师侦察队约400人）进驻西藏阿里地区，6月解放军正式接管阿里地区。1951年阿里地区部队统编为阿里骑兵支队，并向定哈里普山口、达马山口、科甲、新张等边境哨卡派驻5-10人的小分队，控制了中印边界西段，接着在1952-1956年间建立了普兰、强拉山口、乌热、什布奇、扎西岗、新张、地拉、 那卡、斯潘古尔据点。1956年开始，新疆军区调动军民3000多人（后续有增加）建设新藏公路，1958年公路完工后中国一侧的后勤条件大为改善。
随着1958年纵贯阿克塞钦的新藏公路完工，西线争议地区中国一侧的交通后勤环境大大改善，中国军队逐渐增多并取得军事优势，这也引起印度军方的警惕。印度方面也相应加强了交通后勤，修建了斯利那加通往拉达克的公路以及通往列城的骡马道，但楚舒勒等偏远地区仍然只能通过空运维持。1959年藏区叛乱后，8月26日中国军队占领朗久，9月8日中国总理周恩来则解释中国此举是为了防止西藏叛乱分子外逃。10月，解放军在西线印度建立的温泉哨所一带与印度军队发生摩擦。自此解放军已经接管全部中印边境，印度方面命令陆军接替武警执行边境防务，并开始制定与中国对峙的计划。印度军队最初都部署在除典角外的中国主张线以西。印军研判解放军将在正面部署一个团，计划在穆尔古-错格斯察鲁-波布浪-楚舒勒-典角一线建立防御以巩固列城，部署有两个查谟和克什米尔轻步兵团加强营和第114步兵旅（因为后勤不能全部部署到前线），并且和解放军据点保持较大距离。1960年印度方面认为解放军在边界几乎增加两倍以上兵力（解放军战史没有提及），因此增派第8廓尔喀步枪兵团第1营至温泉到楚舒勒一线中段，然而这些部队都难以获得有效的后勤支援。
印度主要官员都研判此时中国必然优先在西藏内部维持稳定，因此不会对印度方面做出反应，出于宣示主权目的制定了前进政策，旨在占领中印军队之间的空白地带，在尽可能接近前线的地方逐步建立据点以压制、反击中国军队。在西、中段边境，印度陆军总部在1961年12月5日下达命令明确要求印度军队在西线中国控制区域建立据点，计划从加勒万河谷、班公湖北岸、楚舒勒、巴里加斯四个方向建立前进据点。作为回应，中国方面则利用后勤优势建立更多哨所，双方哨所都处于互相射程内，中国在加勒万河谷河谷实际上包围了印度哨所。1962年7月，中国军队切断了印度加勒万河谷哨所的陆路补给线，并在塞利穷哨所、斗拉特别奥里地区域和印度军队交火，战争此时已经一触即发。前线陆军推测解放军在斗拉特别奥里地、温泉、楚舒勒分别部署团级作战单位，向陆军参谋本部申请支援，然而参谋本部还是坚持前进政策，并不相信中国会开战。同时，印度当时外汇捉襟见肘，因此不愿意扩大运输机规模以支持前线的后勤补给，前线增兵的计划也不具备后勤可行性。

### 东段边境
东线的中国军队多数在1959年西藏叛乱之后进驻。1959年4月4日，中国军队以4个团2个营兵力进攻西藏噶厦政权控制下的山南地区，至21日扫平山南大部，噶厦军向中印边境麦克马洪线和不丹边境方向退却，4月23日解放军追至中不边境的勒（今勒门巴族乡），此后陆续接管拉康、龙东、三安曲林、加玉等中不边境据点，控制绕让、楮许等中印未定界麦克马洪线以北的隘口，切断了噶厦政权溃逃的道路，但仍有8000人左右逃入印度境内。至此中国全面接管了东段中不边境和麦克马洪线以北的中印边境。
1959年8月朗久事件后，中国驱逐了印度在朗久建立的据点，印度陆军开始接管东段边境。虽然此时印度在东段建立了东北边境特区，但实际尚未部署印度军队，边境归属警察部队管理。9月1日，面对中国军队全面接管东线的印藏边界，印度陆军在西隆召回军事会议，决定加强对麦克马洪线己方一侧的控制，在边境的每一处哨所部署一个排的兵力作为军事存在的象征，但实际军事行动时这些哨所兵力应该退回争议区域内达旺-邦迪拉-济罗-达波罗约-阿龙-罗营-特祖—洛西特普尔—哈尤良一线设置的纵深防御线。后续印度军队军事演习检验发现现有军力不足以支持其计划，但受制于印巴边界局势，印度军力紧张，已经部署的大部分兵力被用于支持前哨，后续又有一个旅派往那加兰邦镇压叛乱，这一战略构想始终难以贯彻。
新德里方面无视兵源匮乏的窘境，也要求东段边境的印度军队执行前进政策。1961年12月5日，印度东部军区也接收到执行前进政策的命令。新德里认为东段印军具有后勤优势，因此对部署很有信心，在命令中要求前线部队竭尽所能在麦克马洪线以南的争议区域全线“前进”并建立有效控制。新德里的命令出乎东段印军指挥机构的意料，他们认为中央应该给予更多资源以执行这一计划，因此立即向上级请求增援，但前线请求很大程度上为决策机构忽视。1962年1月10日，印度东部军区命令第33军建立24个新据点以执行“前进”政策，在卡门和苏班西里方向在季节性据点派遣常驻军，并在桑朗和洛希特边境分区方向通过建立新据点的方式压缩中印两军之间的空白地带，合计在24个新据点部署27支新编阿萨姆步枪队。印军实际部署时间是在3月至8月间，但由于生存条件和后勤条件极端恶劣，部分基层部队在开战前补给中断超过一周。1961年6月，中国军队在兼则马尼以西越过麦克马洪线进行巡逻，作为回应印度军队在1962年3月申请在兼则马尼（Khinzemane,中方文书上的地名为“沙则”）以西巡逻并在4月获批，但由于印度前线军队错误地认为麦克马洪线是在拉则拉山脊分水岭线之上，印军在6月2日越过了多拉山口——此前地图标定的麦克马洪线，在拉则拉山脊以南、中国称作“扯东”的地区的克节朗河上设立了新的多拉据点，印度军队直到8月才意识到地图上的麦克马洪线并非分水岭线，自己已经越过了此前印度外交部向中国提交的主张边界，但没有意识到事件的严重性，结果9月8日中国军队包围了该据点，印度战后出版的地图仍将军方所谓“分水岭线”认定为麦克马洪线。
根据中国方面的统计，仅仅1961年印度就越过实控线建立了43个据点。中国政府也曾试图缓和局势，在1961年多次向印度政府提议和谈，建议在边界地带两军相互隔离，但没有受到印度方面接受。中国方面1962年在6月发现印军越过麦克马洪线建立多拉据点，并且统计截止8月底印度在中国主张线以北设立了逾百据点，两军据点距离不断减小，有些地区双方据点犬牙交错，相距不过几十米甚至几米——最终中国政府在《人民日报》发表了题为《是可忍，孰不可忍》社论，向印度政府发出了最后警告，威胁诉诸武力。

## 兵力部署

### 中方

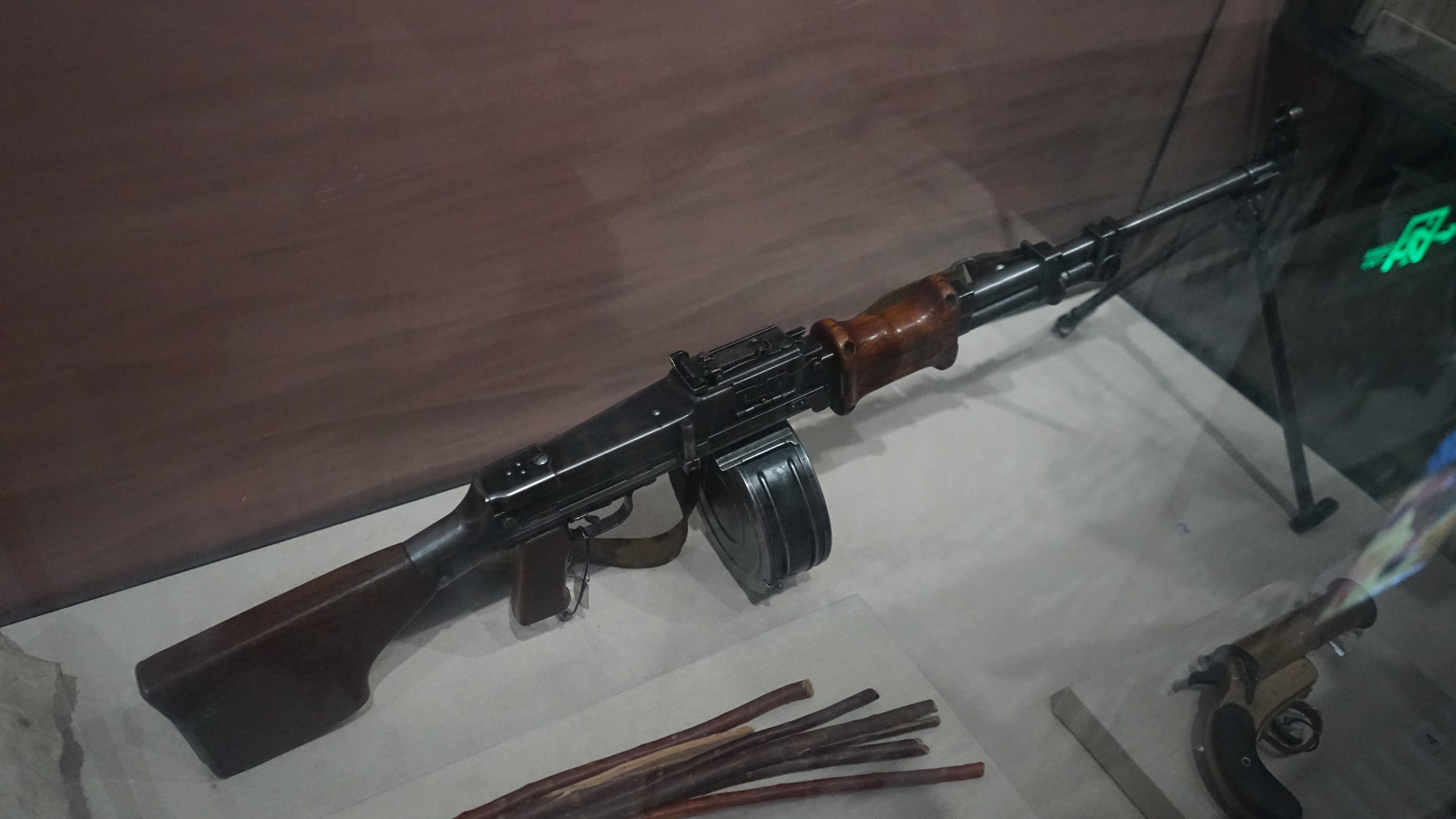
中印边境自卫反击战荣立一等功的火力班使用的苏制RPD 7.62毫米轻机枪。现藏军事博物馆。

中国人民解放军新疆军区负责西段，西藏军区负责东段。中国在东段的参战总兵力为3万余人，包括：
- 西藏军区前线指挥所（简称西藏军区前指）：1961年6月成立，位于错那县的麻麻沟，统一指挥克节朗、达旺方向作战，为全线反击作战的主要方向。其成员有西藏军区司令员张国华，副司令员邓少东、陈明义、赵文进，副政治委员兼政治部主任吕义山，副参谋长石伴樵，后勤部副部长于一星。第二阶段作战，西藏军区前线指挥所位于达旺以北的邦冈共，统一指挥西山口—邦迪拉方向作战，为全线反击作战的主要方向。
  - 藏字419部队于1962年6月11日在拉萨西郊正式成立，辖3个步兵团（154团、155团、157团），总兵力约8,000人。司令员柴洪泉（山南军分区司令员）、政委阴法唐（江孜地委书记兼军分区政委），副司令员姜松（江孜军分区副司令员），参谋长曹宗奎（山南军分区参谋长），政治部主任魏克（西藏军区政治部青年部部长）。10月12日从各个驻地向错那县开进。指挥机关位于位于学波洞。实际参战兵力还配属了第11师第32团第2营、山南军分区一部、炮兵、工兵各一部，共10300人。第155团团长刘广桐、政委乔学亭。步兵主要装备为苏制AK自动步枪、RPD轻机枪、RPG-2反坦克火箭筒等。
  - 陆军第11师（辖步兵32团、33团，约5000余人）师长余致泉大校，副师长王晓一、副政委秦明、政治部副主任魏光中
    - 步兵第32团（欠第1营，配属31团1营）
    - 步兵第33团团长田启元，战后全团荣立集体三等功

  - 陆军第55师（辖步兵163团、164团、165团、高炮营、工兵营）
  - 山南军分区郭指：步兵第2团的4个连。山南军分区副司令员郭志显、第2步兵团政委员史宗宽
  - 炮兵306团、308团、540团
  - 工兵136团
  - 铁道兵24团
  - 陆军130师高炮营
  - 陆军134师高炮营
- 西藏军区基本指挥所：组成人员包括西藏军区政委谭冠三中将、副司令员陈明义少将、副政治委员詹化雨、西藏军区参谋长王亢少将、政治部副主任兼军事检察院检察长白健上校。负责中印边境西藏军区辖区内瓦弄方向和达瓦方向之外其他边境线上的反击作战任务。因在昌都军分区和林芝军分区的边界线上，印军越过麦线设立6个据点。基本指挥所负责拔除这6个据点，同时牵制当面印军不能支援达旺方向和瓦弄方向。作为东线辅助作战方向，西藏军区基指统一指挥昌都军分区、林芝军分区、山南军分区一部，实施反击作战，歼敌一部，攻占了边境要点，前推哨所，锋逼瓦弄，有力地策应了主要方向的克节朗战役，第一阶段作战于10月25日结束。第二阶段作战，统一指挥林芝军分区、西藏军区直属队一部、山南军分区一部，实施反击作战，歼敌一部，攻占了梅楚卡、里米金、博浪等要地。反击行动于1962年11月18日开始，22日结束，搜剿作战持续了一段时间。
  - 山南军分区（辖边防1团、2团、3团）
  - 林芝军分区（辖米林独立营、墨脱独立营、分区独立营）
  - 昌都军分区前指：昌都军分区司令员郄晋武、昌都军分区参谋长赵衍祥
    - 第153团加强营营长刘东善、政委申竹林
    - 昌都军分区独立营营长桑世英、政委邓允平
- 丁指：以第五十四军军长丁盛为首的前线指挥部。该部原拟参加达旺方向作战，后因印军向瓦弄方向增兵，军委决定将该师投入瓦弄作战，并与昌都军分区联合组建丁盛指挥所，简称“丁指”，指挥瓦弄方向作战。丁盛任丁指司令员兼政委，丁指副司令员为韦统泰（第五十四军副军长）和郄晋武（昌都军分区司令员），丁指副政委钟池（第五十四军副政委）和苗丕一（中共昌都分工委书记兼昌都军分区第一政委），丁指参谋长韦统泰兼，丁指政治部主任蓝亦农(第五十四军政治部主任)，丁指副参谋长霍烈坤（第五十四军副参谋长）和赵衍祥（昌都军分区参谋长），丁指后勤部部长岳宗(昌都军分区副司令员)。1960年10月21号总参命令第五十四军军长丁盛带第130师上一线。1962年11月3号进入西藏。11月12号在瓦弄第一线还没有就位，11月14号印军在瓦弄发动进攻。11月16日凌晨4点40分第130师发起瓦弄战役，仅仅10个小时就全歼印军主力第十一步兵旅，结束了战斗。[42]
  - 陆军130师（辖步兵388团、389团、390团、工兵营）
  - 昌都军分区步兵153团：代替“昌指”，统一指挥第153团加强营、昌都军分区独立营。 团长盛嗣勤、政委郑荫山、副团长杜斌
  - 陆军134师混合炮兵营
  - 陆军135师高炮营
- 康西瓦指挥部：为了反蚕食斗争的需要，1962年5月18日成立康西瓦指挥部。司令员兼政委何家产少将（1962年夏第五十四军副军长调任南疆军区司令员，战后任新疆军区参谋长），副司令员王志廉大校（南疆军区第一副司令员）、刘发秀少将（南疆军区副司令员）兼康前指党委书记、李双盛上校（焉耆军分区司令员）、连承先大校兼参谋长（1963年11月从南京军事学院调回新疆），副司令员兼参谋长郑志文（步兵第4师师长），副政委兼政治部主任黎斌大校（南疆军区政治部主任），副政委向新大校，代参谋长安志明（南疆军区副参谋长），政治部副主任刘少稚（某团政委），作战处长刘耀忠，机要处长黄耀。为了靠前指挥，反击作战开始时又成立了康西瓦前线指挥所（简称康前指）, 进驻天文点我十二号哨所，主要成员基本同康西瓦指挥所。康前指统一指挥西线方向反击作战。新疆军区向军委报告：康前指编为相当军一级的固定指挥机构，受新疆军区直接领导，掌握中印边境西、中段的边防斗争，统一指挥建筑工程某团、建筑工程某团、四师（欠十二团）、骑三团和其他上山参战的部队及兰空和田指挥所等。总参于1962年8月15日批准了这个建议。1962年10月上旬何家产在乌鲁木齐开完新疆军区作战会议，乘飞机到喀什又改乘汽车，经三天两夜奔驶，于10月12日24时赶到天文点前指，因长途奔波海拔突然升高突发高原反應，下车便昏迷不醒三天三夜；新疆军区急派负责作战的副司令员徐国贤去前指接替指挥。康前指于10月26日开设，徐国贤到康前指后协助恢复工作的何家产指挥作战。新疆军区1964年3月18日《关于撤销军区前指的报告》，南疆、阿里地区的边防任务转由南疆军区接管；前指所属步兵第某、第某团，阿里支队、某医院，转隶南疆军区领导。1964年3月18日，总参批复同意新疆军区所报撤销前指的方案，随即开始整编，于1964年4月30日交接完毕。
  - 天文点防区。从喀喇昆仑山口至6132高地，有印军入境据点18个。天指指挥部设在5243水准点，由步兵第二团政委刘少稚、副团长贺景福统一指挥。
    - 第4师第11团第三营 团长高焕昌，副师长王洪杰。
    - 骑兵第3团[43]4个连，相当于1个加强步兵营。团长艾则左夫·哈斯木，政委蔚福恭
    - 步兵二团[44]二营营部率第一、第四、第五、第八连

  - 河尾滩防区-河指。6132高地至温泉，印军入境据点6个。
    - 步兵二团第1连
    - 第4师第10团第三营、团工兵连、团120迫击炮连、团75无后座力连。团参谋长段长金

  - 空喀山口防区。从温泉至班公湖北岸，有印军入境据点4个。空前指指挥部设在空喀山口1号哨卡，由步兵第二团团长杨宗泉、参谋长王玉祥统一指挥。
    - 步二团第一营营部率第二、第三连、第二营第六连驻守
    - 第4师炮兵团1个连
    - 水上中队

  - 阿里防区-印军入境据点15个。阿里支队驻守西藏阿里边防区，其中4个连队驻守边界西段班公湖以南至巴里加斯地区，一个连驻边界中段地区，由支队长王秀森、政委王复华、副支队长张昌奎、阿里支队政治处主任贺登云指挥，在班公洛设立前指。
    - 阿里支队第二连
    - 阿里支队第三连
    - 阿里支队第五连
    - 阿里支队第四连：扎西岗。连长曹福荣

  - 阿里支队：驻噶尔尼莎。1950年初，第二军从四师、五师和军部抽调30多名干部组成指挥机关，以骑兵第八师第二十三团和骑兵大队、第五师独立团、军直骆驼大队在于阗成立了第二军独立骑兵师。何家产任师长兼政委，下辖一、二、三团，共4500人，另外还有一个骆驼运输团。1950年8月1日，独骑师一团一连在团保卫股长李狄三带领下作为进藏先遣连，从于阗出发，于1950年8月29日抵达阿里地区改则县西北的扎麻芒堡地区。1951年5月独骑师二团副团长安志明带两个连，1951年7月二团营长贺景富带1个连进军阿里。鉴于阿里地广人稀、补给困难，人马多了无法生活。1952年3月独骑师撤销，已进入阿里的部队组成藏北骑兵支队，由南疆军区领导。支队长王秀森

### 印方
印军参与作战的主要是陆军第四师。印军步兵师编制原则上是三四三编制，即师下辖3个旅，旅下辖3个营，营下辖4个连，连下辖3个排，排下辖3个班。印军在东段和西段的兵力为1个军部、1个师部、4个旅部、21个步兵营，约22000人。步兵主要装备李-恩菲尔德步枪、斯登衝鋒槍、布伦轻机枪，相比于已配备当时苏式一线装备的中国军队，在代差上至少落后一代。
东段，印军第四军军部和第四师师部位于提斯普尔；第四师战术司令部及一个营位于吉米塘、下地地区；炮兵第四旅的两个步兵营在棒山口、达旺地区；第五旅8个营分布在“苏班西里边区”、“西安边区”和“鲁希特”；第七旅的4个营部署在东段克节朗地区。
第7旅辖：第9廓尔喀联队第1营、拉加普特联队第2营、旁遮普联队第9营。另配属阿萨姆步兵第5营和炮兵、工兵等部，兵力3000多人。
在西段，印军第15军19师所属第114旅（旅长为赖纳Raina准将）的5个营分散配置在边境全线，其中有1300余人在中国境内建立了43个据点，旅部及一个营位于列城。楚舒勒村（Chushul），位于中印边界以西开阔的通达河河谷平原内，海拔4337米，是印军在西线推进“前进政策”的核心基地。印军114旅前线指挥部、以及该旅的廓尔喀第8联队第1营营部和库马盎联队第13营营部均部署在此。楚舒勒村东南方8公里的通达河河谷平原修建有丁如泽野战机场。机场跑道以东不到2公里处，即为中印国境线。一条宽达2公里、长约6公里的平坦宽阔山谷——莫尔多通道（又称斯潘古尔湖/曼冬错山口），将斯潘古尔湖（曼冬错）西岸中方驻守的班公洛阵地与丁如泽机场连接起来。各营从北到南：
- 查谟·克什米尔国民军第14营：营部驻波鲁野营地
- 杰特联队第5营：营部驻波布浪
- 廓尔喀联队第1营：营部驻楚舒勒
- 库马盎联队第13营：营部驻楚舒勒
- 查谟·克什米尔国民军第7营：营部驻科尤尔

## 经过

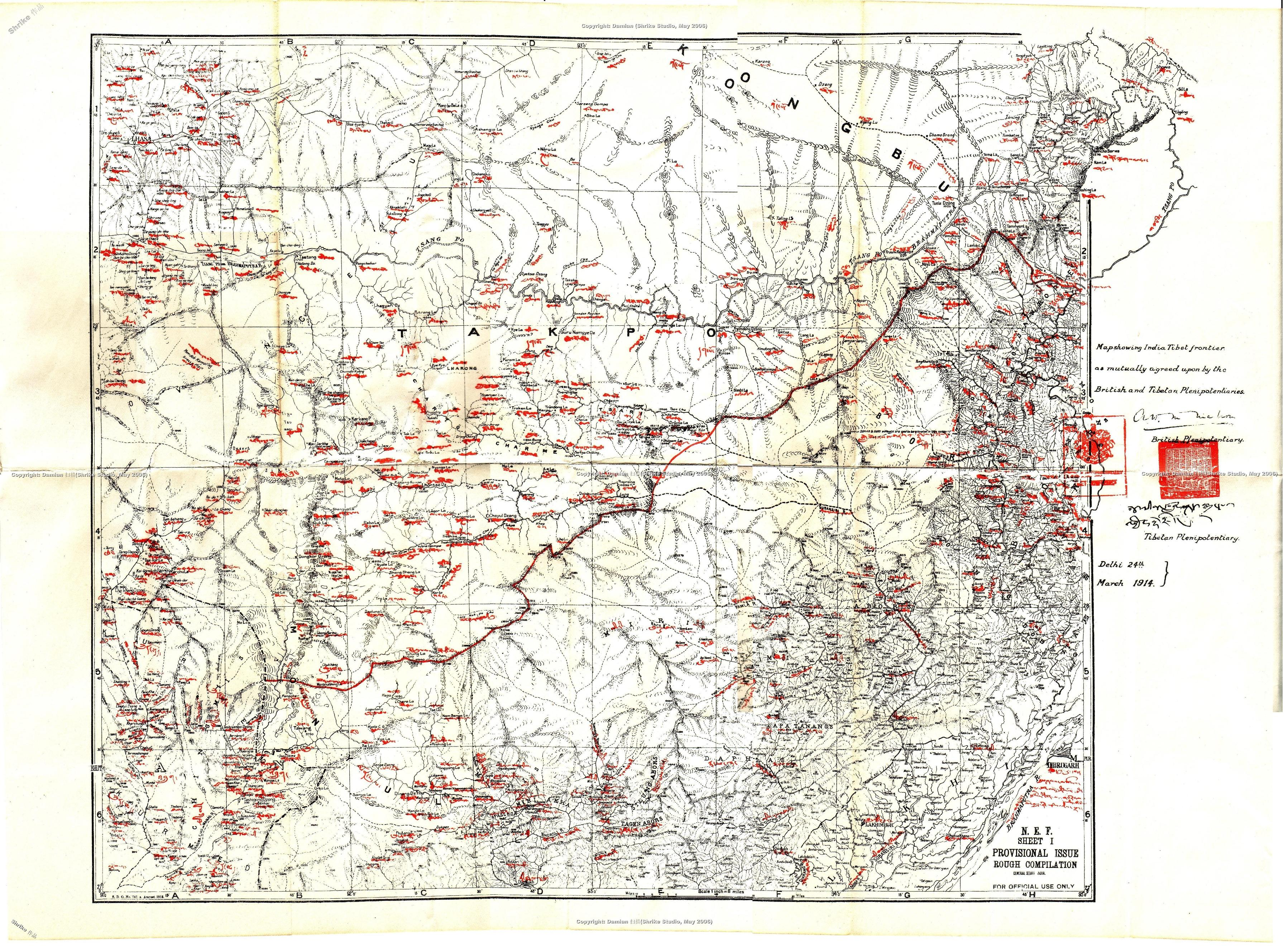
麦克马洪线 1914年, 图一

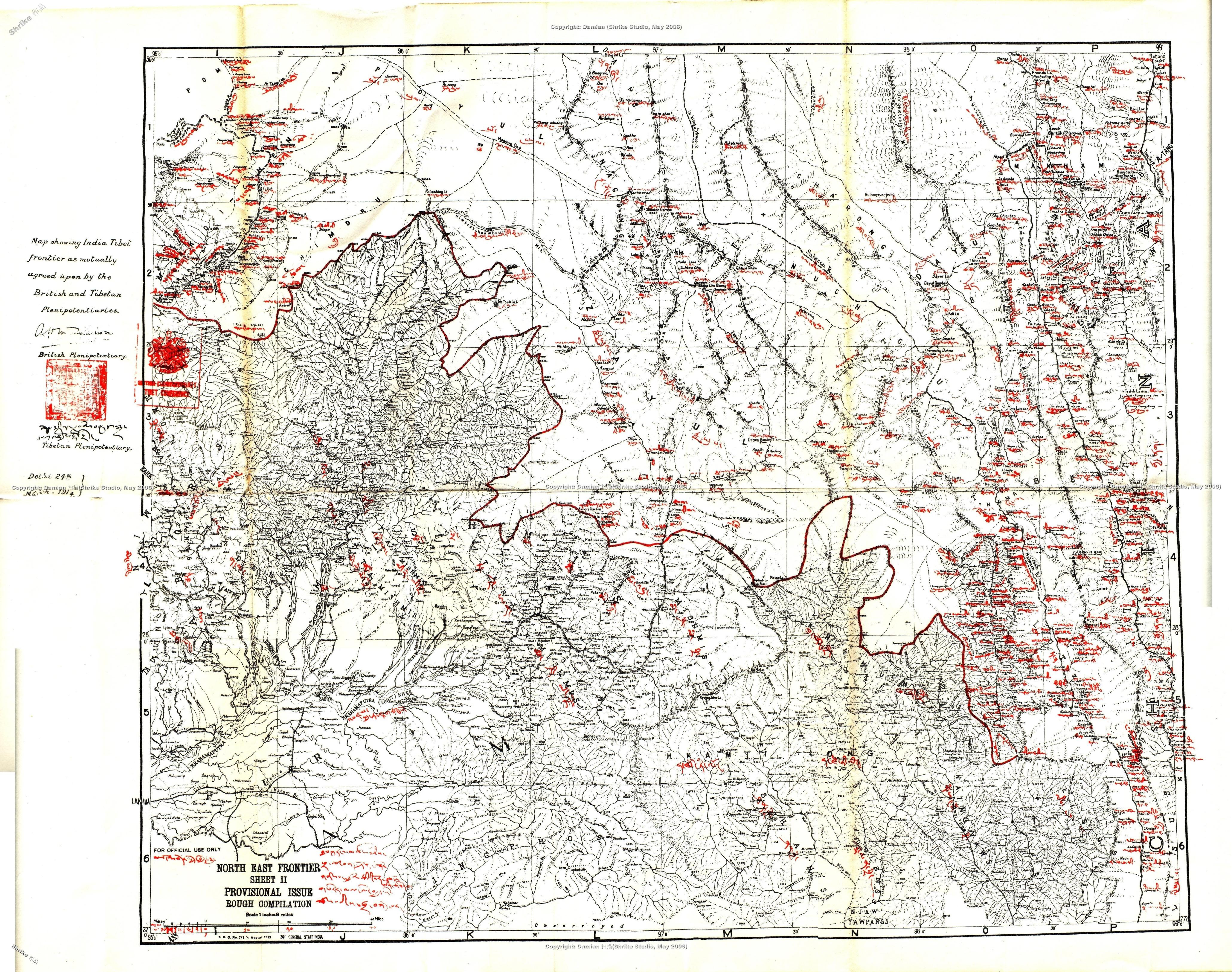
麦克马洪线 1914年, 图二

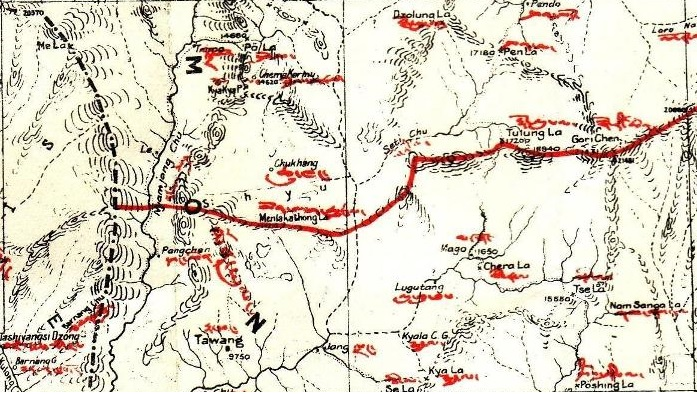
达旺附近的麦克马洪线

|  |

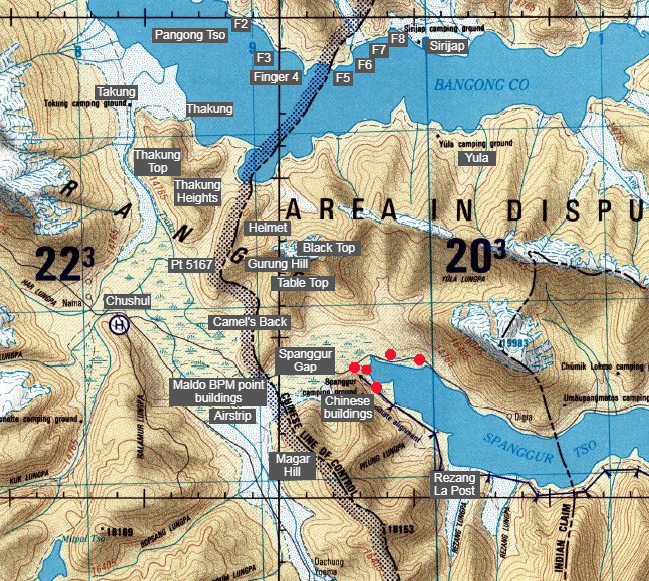
中印双方在班公洛冲突的地点

1962年9月21日印军第七旅旁遮普联队第九营向择绕桥桥东中国哨所（西藏军区步兵第2团3连7班）发起进攻，发射炮弹10余发，打死军人钟世明、崔道发、谢福田等5人。拉萨“各界群众”4000多人“集会声讨”。10月10日，择绕桥又发生新的流血事件，解放军死11人，伤12人。新的事件发生后，419部队上下认为政治外交是解决不了印度“前进政策”问题，一场军事较量不可避免。 1962年10月12日，尼赫鲁在向新闻记者谈话时公开宣称，印度军队已接到“解放我们的领土”的命令，把中国军队从克节朗地区“清除掉”。次日《纽约先驱论坛报》发表了一个标题为《尼赫鲁向中国宣战》的赞许性社论。10月12日在内地养病的张国华返回拉萨；在拉萨开了一个会，传达中央和军委的指示；随后于10月14日，率“西藏军区前進指揮部”进抵错那县麻麻。10月17日印军在东线和西线同时发起“前进政策”进攻。10月17日，中央军委下达了《歼灭入侵印军的作战命令》。10月18日，中央军委再次发出指示：“此次对印度反动派作战，事关国威、军威，务求初战必胜，只能打好，不能打坏。”10月18日印度国防部官员宣称，他们取得了拿破仑式的独一无二的胜利。战争在中印边境东段和西段进行，从1962年10月20日开始，至11月21日基本结束，历时1个月，经历了两个作战阶段：第一阶段自10月20日至28日，第二阶段自11月16日至11月21日。

### 第一阶段
10月20日凌晨7点半两枚信号弹升空，以西藏军区司令员张国华等组成的东段指挥部和新疆军区司令员何家产奉中共中央军委之命发动攻击。在东段，藏字419部队在第11师第32团（欠第一营，配属31团第一营）在11师副师长王晓一和11师政治部副主任魏光中率领下参战。第一阶段的克节朗地区作战，在塔格拉山脊下的印度陆军第7旅战斗了约30分钟，其弹药即告罄尽，阵亡832人，被俘第4师（“红鹰师”，二战时曾编入英国第8集团军参加由蒙哥马利领导的对抗由隆美尔领导的德军精锐）第7旅旅长达尔维准将以下1065人。藏字419部队伤亡388人。中国西藏的边防軍向前推进，占领了藏南和达旺地区（10月25日）。
与此同时在西线的阿克赛钦地区，解放军击败了37处据点的印軍。
10月24日，中国当局发表声明，提出停止冲突、重开谈判、和平解决边界问题的三项建议，提议双方从战前边境线各自后撤20公里。印度当局表示無法接受，宣布印北地區进入“紧急状态”，并在東線的藏南及達旺地區大力增援士兵。
11月3日，美国向印度提供的首批包括武器弹药和通讯装备的紧急军事援助抵达印度。肯尼迪给尼赫鲁的亲笔信说到：美国承认麦克马洪线，并向印度提供10亿美元的援助。11月4日，美国运输机降落在加尔各答机场，美国陆军准将福尔曼亲自打开舱门，里面是美国的重型武器。
10月20日以后，中国军队用22天的时间，开凿了一条从错那到达旺前线的战备公路。

### 第二阶段

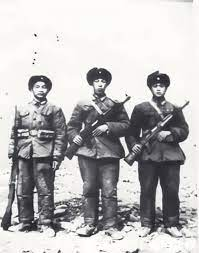
于西山口之战中名声大噪的庞国兴的战斗小组中的三人在战斗结束后合影（缺一人，庞为中间者）

在中华人民共和国政府主动停战并提出谈判请求后，并没有得到印度政府的积极回应。于是，中国人民解放军便开始了中印战争第二阶段的作战。
11月14日是尼赫鲁生日，印军在中印边境东侧的瓦弄發動進攻。随后解放军于16日发起反击，印军第11步兵旅发起了几乎是整场战争中最顽强的抵抗，曾一度阻止解放军陆军第130师的攻势，但随着解放军的增援部队赶到，印军逐渐抵挡不住。在前线指挥第11步兵旅的第4军军长考尔见势不妙便乘坐直升机离开了前线，第11步兵旅随即全线崩溃。但解放军也付出了在整场战争中相对较高的代价，此次战役中印两军伤亡比仅接近1:2。

与此同时，解放军陆军对西山口地区发起大规模攻势，并于中印边境实际控制线东段中部发动突袭以牵制印军部分力量。最终印军在短暂与解放军交战后便向南撤退，中国趁势占领了整个藏南地区。此战中，中国人民解放军陆军第五十五师一名副班长庞国兴在与大部队走失的情况下，与另外3个同样是掉队的解放军士兵组成战斗小组，在印军后方穿插近15华里，进行了近5次战斗，击溃印军一个炮兵团，缴获各类火炮七门。戰後，龐國興率領三人戰鬥小組擊潰印軍砲兵營後所作出的如下言論：
|                                    | ...敵人非但不投降，還膽敢向我還擊... |
| ——龐國興，擊潰印軍砲兵營後所作報告 |                                      |

西线，解放军在班公洛的进攻也取得胜利，在攻占印军4个据点后，剩余3个据点的印军趁夜色放弃了据点撤退。

### 汇总
经过两个阶段“自卫反击”作战，中国军队共消灭印度军队两个旅和三个旅的大部，击毙第62旅旅长霍希尔·辛格准将，毙、伤、俘达尔维旅长以下官兵8700余人。由於印度軍隊在東線藏南、西線新疆失敗，印度朝野提議要求美國介入。
11月19日，肯尼迪决定派助理国务卿哈里曼率领一个高级军事代表团赴印，同时派遣C-130中型运输机，帮助印度抢运增援部队与物资。11月21日凌晨三点，尼赫鲁向肯尼迪求援。尼赫鲁两次致信肯尼迪，吁请美国紧急向印度派遣12个中队的超音速战斗机，并提供先进的雷达和通讯设备；并请求美国提供两个中队的B-47长程轰炸机，以对中国境内基地和机场进行轰炸。肯尼迪下令美国航空母舰编队紧急驶往孟加拉湾。
1962年11月21日总参谋部电示：“现在敌人内部非常混乱，到处都在撤，包括传统习惯线外的提斯浦尔、卓哈特、特祖，还有西线的丁如泽、楚舒勒都有跑的准备。”11月21日，中國邊防軍在到达主张的界线后停止前进。11月21日，中国政府为促成10月24日提出的和平解决中印边界问题三项建议的实现，发表声明，决定中国边防部队在中印边境全线主动停火、主动后撤，并立即付诸行动，“为了保证中印边界地区人民的正常往来，防止破坏分子的活动和维护边境的秩序，中国将在实际控制线本侧的若干地点设立检查站，在每一个检查站配备一定数量的民警”。从11月22日起单方面停火。并在一个月后主动全线后撤至1959年11月7日中印双方实际控制线北20公里之外，与印军脱离接触。此後兩國即以麥克馬洪線為实际控制线，但双方爭議並未就此平息。

## 停战

### 單方面停火
1962年11月21日，中国政府声明主动停火、主动后撤和设立民政检查站等三项措施：自11月22日北京时间零时起中国军队单方面全线停火；开始全线后撤至1959年11月7日中印双方实际控制线北20公里之外，脱离双方军事接触；“为了保证中印边界地区人民的正常往来，防止破坏分子的活动和维护边境的秩序，中国将在实际控制线本侧的若干地点设立检查站，在每一个检查站配备一定数量的民警”；另外还单方面将缴获的武器、军车和军用物资交还印方。

### 原因分析
中国政府突然单方面宣布停火，可能有给养困难、美苏的压力等多方面原因。中国采取军事行动本身是為了嚇阻印度，並以戰爭手段并维护西段边境稳定，同時穩住中國對西藏的控制。青藏高原地形不利中國軍隊後勤補給，當時中國军隊的后勤补给来自四川和青海，主要依靠公路运输到西藏，然后靠人力畜力搬運物資翻越喜马拉雅山脉进入藏南地區。而藏南地区入冬后大雪封山，后勤線的保障非常脆弱。中国政府當時實施大跃进的激进經濟政策，处于“大饥荒”时期，国民经济严重困难，中國无力維持长期戰爭。并且当时中国对西藏的控制并不巩固，在战前的前几年刚发生过騷亂，长久战争西藏极大可能会再次发生大规模动乱。更重要的是，由于尼赫鲁一直在国际上宣称中国侵占了印度北部地区，中方意在通过此举让全世界认为中国没有侵略他国的意图。
国际上，避免交战两国战争扩大化和全面战争的开启。印度受到美英蘇等強權不同程度的支持，因此中国需要控制战争规模，且須防止其他国家等拥有介入战争的理由，例如美國當時曾警告若中國再不停火則會派遣軍隊支援印度。

## 结果
在短短一个多月时间里，张国华指挥的两次战役和一些零星战斗都取得了胜利。
中方统计宣称：歼敌3个旅，生擒王牌旅长达尔维和另一名准将旅长辛格。中方作战部队伤亡2400余人，其中700多人死亡。此次战争没有中国军人被印度俘虏。共歼灭印军8853人，其中击毙4885人、俘虏3968人。解放军阵亡722人、负伤1697人，0人被俘。歼敌人数与自身伤亡人数之比为3.7:1。张国华指挥的克节朗-达旺-西山口-邦迪拉主要方向作战取得的战果是最大的，共歼印军6960人，占歼敌总数的79%，其中击毙印军步兵第62旅旅长霍希尔·辛格准将以下3718人，俘虏印军步兵第7旅旅长季·普·达尔维准将以下3242人；解放军牺牲376人、负伤811人，歼敌人数与我军伤亡人数之比为5.9:1，以小的代价夺取了大的胜利。负伤逃走及被中方和战后印度发现躲在森林中因伤、病、饥饿而死亡的印军官兵，一律不计入战果。共缴获印军飞机1架，直升机3架（另击毁1架），坦克7辆（另击毁2辆），汽车437台，各种火炮380门，各类枪6403支、挺（其中轻、重机枪631挺），火箭筒112具，枪榴弹和掷弹筒32具，炮弹79720发，枪弹4120591发，手榴弹16921枚，地雷14848枚，电台、报话机520部，电话机272部，望远镜258部，炮兵观测仪器36部，工兵大型机械45台，发电机98部，充电机26部，还有一大批军用物资。第一阶段的克节朗战役，包括向达旺方向的追击作战，共歼灭印军1897人（主要是第一线据守的达尔维的第七旅），其中毙敌832人，俘1065人，缴获火炮75门，轻重机枪122挺，枪1104支，直升飞机2架；解放军伤亡388人，其中伤256人，亡132人。西山口-邦迪拉战役，歼灭印军第62旅、炮兵第4旅，基本上歼灭了第48旅、第65旅、第67旅等部，毙旅长以下2886人，俘2177人，缴获枪3840支、炮187门、汽车416台、坦克9辆等大批物资；解放军牺牲225人，伤477人；其中419部队歼敌2173人，包括击毙旅长以下896人，俘1277人。
在西线，印度军队被驱逐出中国主张领土。在东线，中国将军队主动撤离到麦克马洪线以北，印度继续占领藏南地区。
据不完全统计，西藏全区出动支前民工3万多人。
由于印度政府一直拒绝边界谈判，西藏军区决定保留419部队建制，随时准备应付边界有事，后改编为某步兵师。

## 后续

### 遣返战俘与掩埋阵亡尸骸
1962年10月23日晚，印度通知中国方面：“印度已经要求红十字国际委员会提供关于在中国人手中的军事和非军事俘虏的情况”，“印度没有（中国的）俘虏”，“早日运送御寒的衣服、毛毯和药品”给印俘。中国红十字会分五批将所有印俘名单、通信处和健康状况通知印度政府和印度红十字会，并协助印俘同家人建立通讯联系，传递印方送给他们的包裹。1962年12月初中国红十字会联系印度红十字会并联系印度驻华使馆，中国将于1962年12月5日、12日、13日分别于邦迪拉、梅楚卡、德让宗、瓦弄分批释放608名伤病印俘，要求印度红十字会按时到指定地点进行交接。1963年4月、5月间，中国红十字会受托分批将所有印俘遣送完毕。中国红十字会受政府委托安排准将旅长达尔维为首的27名印度军官战俘到武汉、南京、上海、杭州、无锡、北京参观，全程不拍照、不报道、不派记者采访，最后于1963年5月4日在云南昆明遣返回印度。
战后，根据印俘提供的信息，在打陇宗普冬村附近掩埋的印军尸体中印军第62旅旅长霍希尔·辛格准将的尸体，并发现了随身的贴有照片的身份证、2个准将衔级臂章、2个领章、帽徽。解放军把准将尸体用毛毯裹好埋葬在坦加帕尼河普冬桥北约20米处，墓前竖立了写有死者姓名和职位的标志。中国红十字会电复印度红十字会，说明中国西藏地方边防部队在清扫战场时，发现印军步兵第六十二旅旅长霍希尔·辛格准将的尸体和掩埋的经过，并驳斥印度报业托拉斯12月14日所说辛格准将是在向中国边防部队投降时被枪杀的消息完全是无耻的造谣和诬蔑，其目的显然是为了制造仇恨，煽动反华。

### 设立检查站
| 中国在中印边境设置的检查站 | 中国在中印边境设置的检查站 | 中国在中印边境设置的检查站                    | 中国在中印边境设置的检查站             |
| 位置                       | 名称                       | 地点                                          | 说明                                   |
| -------------------------- | -------------------------- | --------------------------------------------- | -------------------------------------- |
| 东段                       | 沙马                       | 下察隅镇                                      | 向南公路尽头                           |
| 东段                       | 呷枪/嘎枪                  | 上察隅镇                                      | 西北直线距离42公里处                   |
| 东段                       | 布宗                       | 上察隅镇                                      | 向西北方向公路尽头                     |
| 东段                       | 格当                       | 墨脱县                                        | 东北部的一个乡，未设                   |
| 东段                       | 得岗寺/得儿工村            | 墨脱                                          | 背崩乡东南，位于雅江之东               |
| 东段                       | 地东                       | 墨脱                                          | 背崩乡的雅江之西                       |
| 东段                       | 鲁霞                       | 米林县                                        | 丹娘村鲁霞村                           |
| 东段                       | 甫伊                       | 米林县                                        | 羌纳乡                                 |
| 东段                       | 来果桥                     | 米林县                                        | 正南                                   |
| 东段                       | 塔马顿                     | 米林县                                        | 里龙乡正南公路尽头                     |
| 东段                       | 马及墩                     | 隆子县                                        | 杂日乡公路尽头                         |
| 东段                       | 陇                         | 隆子县                                        | 准巴乡以东公路尽头                     |
| 东段                       | 共那                       | 隆子县                                        |                                        |
| 东段                       | 新达/卡达                  | 错那县                                        | 卡达乡兴达                             |
| 东段                       | 曲拿/浪波                  | 错那县                                        | 浪波乡，现在称兰普乡曲拿村             |
| 东段                       | 肖                         | 错那县                                        | 城正南公路尽头                         |
| 东段                       | 勒                         | 错那县                                        | 勒门巴族乡                             |
| 中段                       | 西兰塔                     | 札达县与普兰县交界                            |                                        |
| 中段                       | 波林                       | 札达县正西                                    |                                        |
| 中段                       | 什布奇                     | 札达县底雅乡的一个村                          |                                        |
| 西段                       | 神仙湾边防连               | 35°34′03″N 77°50′52″E / 35.56763°N 77.84764°E |                                        |
| 西段                       | 天文点边防连               | 35°19′52″N 78°10′44″E / 35.331°N 78.179°E     |                                        |
| 西段                       | 河尾滩边防连               | 35°00′07″N 78°35′31″E / 35.002°N 78.592°E     |                                        |
| 西段                       | 温泉（哨所）               | 34°25′37″N 78°55′16″E / 34.427°N 78.921°E     | 即Hot Springs                          |
| 西段                       | 空喀山口边防连             | 34°20′N 79°07′E / 34.33°N 79.11°E             | 即Krgymo Traggar                       |
| 西段                       | 尼亚格祖（哨所）           | 33°58′30″N 78°52′44″E / 33.975°N 78.879°E     | 即Nyagzu                               |
| 西段                       | 库尔那克堡（哨所）         | 33°46′00″N 78°59′16″E / 33.7667°N 78.9877°E   | 即Khurnak Fort                         |
| 西段                       | 日姆昌（哨所）             | 33°46′12″N 79°04′16″E / 33.77°N 79.071°E      |                                        |
| 西段                       | 普尔楚边防连               | 33°33′54″N 78°48′00″E / 33.565°N 78.8°E       | 即斯潘古尔边防连                       |
| 西段                       | 秋迪俭革拉山口（哨所）     | 33°37′39″N 78°47′17″E / 33.62750°N 78.78806°E |                                        |
| 西段                       | 且坎边防连                 | 32°52′12″N 79°36′36″E / 32.86993°N 79.61°E    |                                        |
| 西段                       | 都木契列（哨所）           | 33°04′35″N 79°10′12″E / 33.0765°N 79.17°E     | 即Dumchele                             |
| 西段                       | 扎西岗边防连               | 32°31′34″N 79°37′59″E / 32.526°N 79.633°E     |                                        |
| 西段                       | 典角（哨所）               | 32°41′24″N 79°27′47″E / 32.69°N 79.463°E      | -                                      |
| 西段                       | 加勒万河谷                 | 处于中印战前犬牙交错争夺地区，取消未设        | 处于中印战前犬牙交错争夺地区，取消未设 |

解放军总参谋部于1962年11月30日，向中国西藏、新疆边防部队下达了经中共中央批准的在中印边境设立民警检查站（后改称为民政检查站）的部署方案，在1959年11月7日双方实控线中国一侧20公里范围内派驻28个民警检查站（后改称为民政检查站），每个民警检查站的人数可配备一个排到一个连，在部队撤出20公里地区后，即正式设立。实际根据具体情况设立了26个，即东段16个、中段3个、西段7个。
1962年12月10日，总参谋部下达了《关于民警检查站的若干规定》，规定了民警检查站的具体任务。各民政检查站根据需要定期不定期的派出侦察巡逻小分队，对山口、要道、居民点等进行巡逻、观察和做群众工作。
中国西藏、新疆边防部队在1963年2月28日全部完成边防部队后撤计划。
1963年3月14日，经总参谋部批准，将且坎、河尾滩、5909（原“天14号”）改为20公里以外的民政检查站。工作人员着民警服、佩带武器不受民政检查站的限制。1963年9月，总参谋部还批准了各民政检查站的警戒范围。
1963年5月26日前在昆明市通过国际红十字会释放和遣返印度战俘。
1970年2月24日，各民政检查站划归西藏、新疆军区的独立团。1974年4月各民政检查站改编为军区各独立团的边防步兵连。

### 中印关系
1979年2月，鄧小平接見印度外長時指出：“中印兩國應該求同存異，世界問題可以通過友好協商，互諒互讓，公平合理地一攬子解決。”1987年，印度議會通過法令，正式在“麥克馬洪線”之南建立“阿魯納恰爾邦”。
中国驻印度大使孙玉玺在2006年11月13日晚上播出的接受印度CNN-IBN电视台专访节目中指出：“中国的立场是，你们所说的阿魯納恰爾邦全部是中国的领土，中国对其全部拥有主权，这就是我们的立场。”但印度外交部也公開反擊「阿邦屬於印度的事實不容置疑」。2007年5月26日，印度公務員代表團原定訪問中國進行考察，但其中一名印度官員來自阿魯納恰爾邦，北京當局認為一旦發給該員簽證，無異於承認阿魯納恰爾邦屬於印度。在北京的反對聲音下，新德里當局取消代表團訪問的計划。

### 老兵回国
王琪是中印边境战争的老兵，1963年元旦在边境迷路闯入印度境内，向印度红十字会救护车求救，被印度方面以“非法进入印度领土，威胁印度国家安全”的名义逮捕，关押达七年，直至1969年法院下令释放。此后一直不断向印度政府部门申请回国，印度方面大多不予理会。2012年，王琪向中国驻印度大使馆寻求身份证明的帮助，要求申请中国护照。2013年5月当大使馆为王琪颁发了为期10年的中国护照，但印度依旧没有提供出境许可。直到在2017年2月11日才回到故乡。

## 各方态度
据中国国务院总理周恩来1962年11月24日在一篇对外讲话中介绍说：“从亚非范围、西欧范围（美、澳也是西方国家范围）来说，有三十三个国家是支持中国或者同情中国或者守中立的，公开支持印度的有五十个国家。三十三对五十，包含西方世界。所以并不孤立！”美蘇兩大強權在当时意外地同時支持印度，並向印度提供武器、物資援助及國際輿論的支援，並一同譴責中國入侵印度的戰爭行為，指出中國事先發起戰爭攻擊印度。
| 态度                                   | 国家 |
| -------------------------------------- | --- |
| 谴责中国，支持印度，並要中国撤军及停火 | 日本、 泰國、 马来西亚、 菲律賓、 伊拉克、 土耳其、 挪威、 英国、 荷蘭、 義大利、 西德、 南斯拉夫、 美国、 加拿大、 新西兰、 比利时、 盧森堡、 法國、 西班牙、 葡萄牙、 希腊 、 賽普勒斯、 丹麦、 冰島、 利比亚、 乌干达、 马达加斯加 |
| 对中国表示遗憾，要中国撤军             | 苏联、 波兰、 捷克斯洛伐克、 匈牙利、 罗马尼亚、 保加利亚，包括了苏联及大部分华约成员国。 |
| 中立但偏向印度                         | 奥地利、 芬兰、 瑞士、 愛爾蘭、 蒙古、 錫蘭、 阿拉伯聯合共和國 |
| 不支持任何一方                         | 巴基斯坦 |
| 态度反复                               | 东德 |
| 呼吁谈判解决问题                       | 印度尼西亞、 緬甸、 柬埔寨、 |
| 支持中国，谴责印度，并要印度撤军及停火 | 越南、 阿尔巴尼亚、 古巴 |

### 资本主义阵营

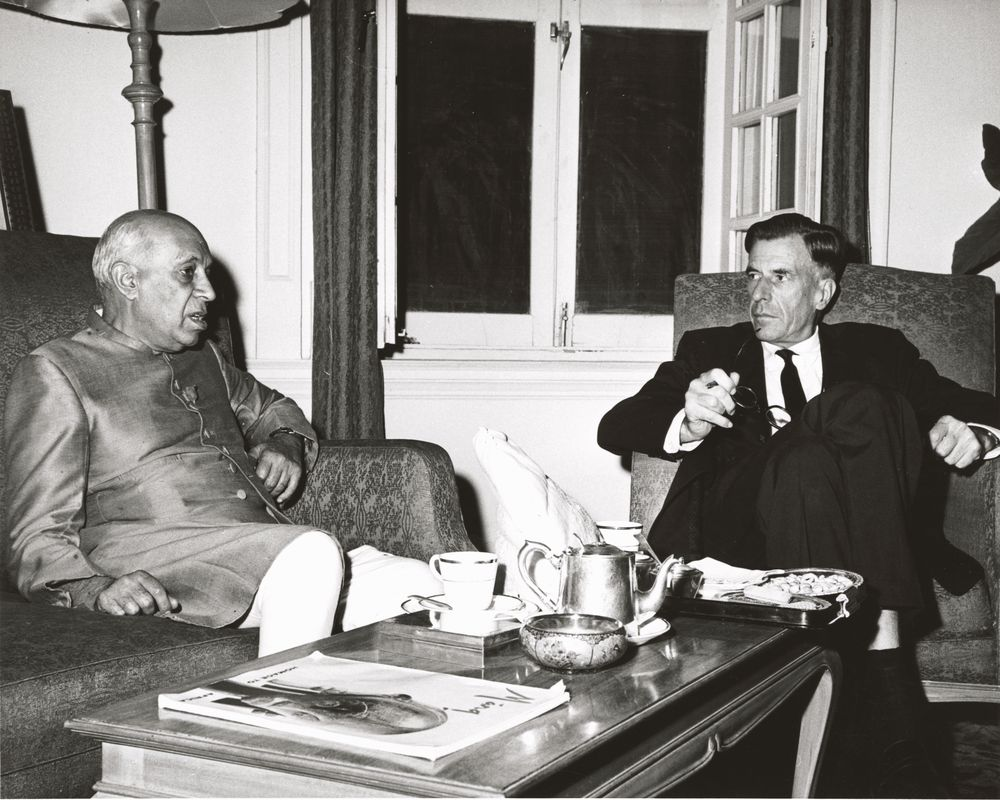
1962年11月9日，美国驻印大使约翰·加尔布雷斯与印度總理尼赫鲁会谈，表達對印度的支持。

### 社会主义阵营

#### 苏联
在中印边境冲突爆发前，周恩来于10月8日召见苏联驻华大使契尔沃年科，并指出：“印度使用苏制飞机进行挑衅，对中国前方战士有影响。”10月13日奉调回国的驻苏联大使刘晓辞行拜会苏共中央第一书记赫鲁晓夫。赫鲁晓夫对卖米格飞机给印度一事解释称：“我们认为卖给印度飞机对我们有利。我们不卖，英美帝国主义就要卖。这就意味着他们在印度的影响增加了”，“我们卖给印度几架飞机是不会使中印力量对比就变得有利于印度了”，并称“我们不认为，现在我们两国应当组成一个共同反对印度的战线。这会使它投入帝国主义的怀抱，而这恰合印度反动派的心意”。在次日为刘晓举行的饯别午宴上，赫鲁晓夫还对刘晓表示：“在中印边界争端问题上，苏联是站在中国一边的。这是苏共中央主席团（政治局）的一致立场。如果不幸发生反对中国的战争，我们将同中国站在一起。过去我们曾不止一次地公开宣布过这一点，如果你们意愿的话，我们明天还可以重申这一声明。”赫鲁晓夫解释道：苏联“仅仅出于策略的考虑，才没有在中印边界问题上公开声明”，因为“不能把印度推到美国那一边去”。
1962年10月25日，苏联《真理报》发表社论，支持中国政府10月24日声明中提出的和平解决边界问题的三项建议，并称：“臭名昭著的麦克马洪线”“从来都没有得到中国的承认”。但是中方对赫鲁晓夫并不信任，对赫鲁晓夫提出的要求也并未做出任何反应。中国外交部副部长章汉夫在1962年11月7日的一次内部会议上，指责苏方在中印边境争议中的态度是“表面中立，实质上是支持印度”。他指出，苏联在1960年5月到1962年5月间，供给印度飞机94架（其中安12１２运输机32架，米格直升机26架，米格21战斗机12架，伊尔14运输机24架），喷气引擎6台，还给印度山地作战的被服、帐篷。
随着中苏分歧重新加剧，赫鲁晓夫在和印度驻苏联大使的第二次会面中，毫不讳言对中国的批评态度，而向印度提供军援显然有教训中国的意思在里面。到1962年底，中国领导人纷纷强调，要充分认识到中苏两个国家的性质变了。

#### 中国的邻国
1962年11月22日，越南民主共和国政府发表声明支持中国，为首个支持中国的社会主义国家。胡志明在11月24日在致尼赫鲁的信中说：“我们认为中国政府最近为了通过和平方法解决中印边界问题所做出的决定和正在实施的措施是最合理的。中印边界问题是帝国主义对中印两国实行侵略政策的产物，因此臭名昭著的麦克马洪线从来都没有也永远不会得到中国的承认……越南政府希望印度政府毫不拖延地接受中国政府的建议。越南人民以及亚洲和非洲各国人民和世界爱好和平的人民都期待印度政府和中国政府共同努力以恢复两国边界的和平。目前，英、美帝国主义蓄意加剧中印边界争端，以提供援助为诱饵来进一步怂恿印度反动派发动冒失的侵略战争，同时掀起恶毒的反华叫嚣，利用这个争端来达到他们侵略扩张的目的。越南人民和越南政府相信，中国政府采取的正确而又适时的措施必将挫败帝国主义势力利用中印两国的冲突企图混水摸鱼的恶毒阴谋……中印边界问题能否和平地迅速得到解决，完全取决于印度政府的态度。尽管中国方面为和平解决中印边界问题进行了一贯的真诚努力，但是由于印度方面的蓄意阻挠，这一问题迄今未得到解决，边境地区的局势反而严重起来。印度反动集团导致中印边界局势恶化的做法严重损害了印度人民的根本利益，而只会有利于帝国主义及其追随者。印度当局依靠帝国主义、妄想以武力解决边界问题的企图，归根结底是为美帝国主义让亚洲人打亚洲人的侵略政策服务，破坏第三世界人民的团结和危及世界和平的罪恶道路。我们希望印度方面及时认清帝国主义正在拉它下水的危机，积极响应中国的建议，通过谈判解决问题，停止一切加剧边界紧张局势的做法。如果印度当局想要真心维护印度人民的利益，希望取得亚洲和世界人民的信任，谈判是唯一的出路，不能受帝国主义的唆使而不顾中国的诚意……印度当局的威信，在于它是否满足了亚洲人民的愿望，是否维护了亚洲人民的团结，而绝不在于受到英、美帝国主义的宠爱。” 同时警告印度当局：“越中友谊牢不可破。哪个国家以武力挑衅中国，越南必与之进入敌对状态。希望印度方面好自为之，不要自绝于亚洲人民。” 越南外交部长春水于23日发表声明，强调中国政府在中印边界问题上一再采取忍让态度，是为了维护中印两国人民的友谊，而印度扩张主义当局却受美帝国主义唆使而拒绝中国政府的合理建议。希望印度政府为了印度人民的利益和世界人民的和平愿望，为了印度和中国所首倡的和平共处五项原则，响应中国政府合理的和平建议，同中国举行谈判，妥善解决边界问题，恢复两国之间的友好关系，以粉碎帝国主义的离间阴谋，维护亚洲和世界和平。 由于巴基斯坦与中国之间也存在边界争议，巴基斯坦在中印战争爆发之前曾向印度建议，印、巴两国采取共同防御措施，应对“北方”的敌人（即中国），被印度拒绝。蒙古人民共和国和朝鲜民主主义人民共和国作为中国的另两个社会主义邻国，因刚与中国签订《中蒙友好合作互助条约》（1960）和《中朝友好合作互助条约》（1961）而拒绝跟随苏联等大部分华约成员国对中国持批评态度，但又因两国受苏联影响较大，并未声明支持中国，而是选择中立，实为受到苏联方面的压力偏向印度。

#### 其它社会主义国家
南斯拉夫总统铁托公开谴责中国。铁托声称，“中印两国的划界工作在本世纪初就以众所周知的麦克马洪线的形式完成了”，“中国却企图用武力修改与印度的边界，这是对印度的侵略”。南斯拉夫的宿敌阿尔巴尼亚人民共和国则表态支持中国，为唯一支持中国的华约成员国。阿尔巴尼亚政府认为中国就中印边界问题提出的建议证明中国政府一贯奉行和平的对外政策，是对捍卫亚洲和世界和平的重大贡献。古巴因中国在导弹危机事件中对其的支持，亦表示支持中国的立场，与越南和阿尔巴尼亚一起成为仅有的三个支持中国的社会主义国家。德意志民主共和国最初也曾支持中国的立场，称冲突是印度军队无故入侵中国领土造成的；后为寻求印度的外交承认和迫于苏联方面的压力将态度改变为表示遗憾。

### 不结盟运动
一些参加不结盟运动的国家及大多数非洲国家明确地站在印度一边，认为印度是中国侵略的受害者。阿拉伯联合共和国不仅认为印度提出的撤军建议是有根据的，而且还向印度出售轻武器。乌干达认为“直到战事停止为止，没有人会支持中国加入联合国”。
埃及、伊拉克、锡兰、尼泊尔、阿富汗、柬埔寨等国虽然表态不支持任何一方，但在进行调和时偏袒印度。例如：伊拉克亚非团结委员会在调解中印争端的声明中认为战争的责任在中国：“中印停火与和平解决应该建立在这种基础上：尊重和维护国际尊严，反对中国军队越过他们之间在这一争端爆发前的传统边界而引起的混乱后果；在埃及、柬埔寨等亚非六国为调解中印冲突而举行的科伦坡会议上，斯里兰卡总理班达拉奈克夫人称中印冲突是“对我们的生存和不结盟本身的威胁”，她说，这使得印度“不得不寻求西方的援助，这种援助急切地提供了——这个行动是违反不结盟的基本原则的”；为了尽快实现停火，亚非六国在科伦坡会议达成的“建议”中认为中国军队应该后撤20公里，印度军队维持现状，然后进行谈判，这明显是在偏袒印度。

### 其它国家
1962年10月13日，中国与巴基斯坦展开边境谈判，并进展迅速，于当年12月即达成协议。因此，巴基斯坦总统在巴基斯坦国民议会发表讲话时，指出：是印度的行为导致了冲突。:170-171

## 评价
根据中国官方军事史，由于中国始终控制住阿克赛钦地区，因此它在这场战争中实现了主要目标——巩固西部的边境。战后印度放弃了“前进政策”，而两国的国界稳定在了中印边境实际控制线上。
60年代中国刚刚平息1959年西藏事变，西藏当时局势敏感且脆弱，中国国内刚经历三年大饥荒，加上国际上存在美苏介入的可能性，中国实际并不具备长期作战的条件，故中国在取得战争初步胜利以及达成“维护地区稳定”的意图后单方面停火和撤军，以避免冲突升级和失控以及西藏骚乱再次发生，中国的主要战争目标就是稳住西藏边境局势，守住新疆阿克赛钦地区，打断印度向北扩张，意图在西藏建立缓冲區的计划，战后中国达成了全部的战略意图，同时保持对印度的威慑，让印度北部多年以来承受着巨大的军事压力和军费负担。
美国海军中尉指挥官开尔文称虽然中国赢得了战争，但失去了国际形象。然而，中国在1964年10月的第一次原子弹试爆加上其在1965年印巴战争中对巴基斯坦的支持似乎证实了美国对中共的国际目标的揣测，这其中包括了获得对巴基斯坦的影响力。根据对中国军事出版物的研究，虽然打败仗令印度人相互指责，热烈争论，最后才投入军事现代化，但中国的军事分析家反而以陈述事实的态度评价中印战争，他们对这段历史的兴趣远不及印度人那么大。
西方記者内维尔·马克斯韦尔在《印度對華戰爭》一書中寫道，「當中國軍隊取得重大勝利的時候，中國政府突然宣佈單方面無條件撤軍，這與其說讓全世界都鬆了一口氣，不如說是讓全世界都目瞪口呆。世界戰爭史上還從沒有過這樣的事情，勝利的一方在失敗者還沒有任何承諾的情況下，就單方面無條件撤軍，實際上也就是讓自己付出巨大代價來之不易的勝利成果化為烏有。」书中还认为是印度的“前进政策”最终引发了这场战争，文中写道「尼赫鲁和他的同僚们自始至终都坚信不疑地认为，无论印度在边界上干些什么事，中国都不会进行攻击。这就是前进政策的基本设想。它是对一个在军事上比自己强大得多的邻国所进行的一场军事挑战。」「新德里心里明白：中国指控印度人在上述事件（朗久和空喀山口事件）中首先进行攻击的说法是真实的。」
战败的结果令印军展开全面改革，以面对将来的类似的战争。印度总理尼赫鲁被视为未能预见中国的攻击而因此面临压力。印度民间的爱国情绪高涨；印度百姓为战死士兵立起了很多座纪念碑。印度在这场战争中吸收的最重要的教训可能是她必须强大自身的防御能力，以及必须调整针对中国的外交政策，摒弃尼赫鲁宣称的“兄弟关系”这种概念。由于印度被打了个措手不及，尼赫鲁为了他对中国实施基于和平主义的外交政策而饱受政府官僚的批评。印度总统拉达克里希南称尼赫鲁政府天真幼稚并疏于备战，而尼赫鲁也相应的承认了错误。。印度时报前编辑和印度快报评论者Inder Malhotra称印度政治家在罢免克里什那·梅农上投入的精力远比打仗多。梅农任人唯亲令印军战力下降，而全国士气也随着下滑。。按着美方的建议（提出者本人是約翰·加爾布雷斯——在美国大多数人都被卷入古巴导弹危机之际，他是针对中印战争出谋划策的主要人物），印度并没有按照其最优选项出动印度空军击退中国的攻势。中情局事后透露中国人并没有航空燃油，也没有足够长的跑道来出动他们在西藏的空军力量。总而言之，印度人养成了对中国和中国人民解放军的重重疑心。很多印度人将战争视为中国对印度在缔结长远中印和平这方面上的努力的背叛，并开始质疑“Hindi-Chini bhai-bhai“（中印兄弟情）这一说法。这场战争粉碎了尼赫鲁先前对中印结盟制衡冷战两超级大国的期望。
印军应战的仓猝被怪罪到印度国防部长克里什那·梅农的头上。他引咎辞职以空出职位让能够带领印军现代化的人上任。印度的自给自足，以本土原材料和工业生产武器的政策获得了巩固。巴基斯坦察觉印军战斗力下降，遂开始加剧挑衅印度，实施直布罗陀行动对查谟和克什米尔邦进行渗透，最终在1965年引发了第二次印巴战争和第三次印巴战争。巴方在1965年的攻势被印度挫败，双方在国际调停下停火。印度在1971年的战争中大获全胜，并使孟加拉国独立（前东巴基斯坦）。
战争之后，印度政府成立了调查委员会，并发表了对战争起因和战败原因的绝密报告。印度官兵在高海拔作战中糟糕的表现促使印军在战术，训练，组织和装备方面展开全面改革。内维尔·马克斯韦尔称中印战争后，印度在国际事务中的角色大为减小了，而印度在不结盟运动中的地位也受到打击。数十年来，印度政府一直企图将调查报告保密，但其一部分已经被马克斯韦尔曝光了，而其中则暴露了印军始终未被弥补上的弱点。美国海军分析师开尔文称印度在中印战争中获益良多。战争团结了印度人民，印度保留了32000平方英里的争议地带：東北邊境特區。新生的印度共和国并没有倒向任何国际阵营，反而因为他积极向多方求援，表现出了愿意接受任何一方军事援助的态度。最重要的是印度洞悉了自身军队的致命弱点，他在接下来两年内扩军超过两倍，并投入巨大力量改善军队的训练和补给能力，一度成为世界第二大陆军。印度虽然积极进行军事改革，改善了军队的战斗力和备战能力，但由于本土军工业发展迟缓而无法制造具竞争力的重型武器和新式武器，例如性能不及T-90的阿琼主战坦克，因此不得不斥资购入外国军备，使印军在未来的发展前景并不明朗。

### 书籍档案
- 内维尔·马克斯韦尔. . 陆仁 译. 北京: 三联书店. 1971. ISBN 9782866423971.
- 中印边境自卫反击作战史编写组 (编). . 北京: 军事科学出版社. 1993. ISBN 9787800217722.
- Sinha, P.B.; Athale, A.A.; Prasad, S.N. (编). . Ministry of Defence, Government of India. 1992  [2023-07-06]. （原始内容存档于2023-07-08）.
- Brooks, Henderson; Bhagat, Premindra Singh.  [亨德森·布鲁克斯-巴贾特报告] (PDF). 1963  [2021-11-20]. （原始内容 (PDF)存档于2021-10-22） （英语）.